# Iberus
Iberus es un género de gasterópodos pulmonados terrestres, endémico de la península ibérica, propio de lugares áridos y pedregosos. El género Iberus está considerado como la joya de los gasterópodos terrestres de la Península. Por ello la revista de la Sociedad Española de Malacología se llama "Iberus".

## Taxonomía
Iberus es un género endémico de la península ibérica, que comprende 20 morfoespecies de validez incierta (clasificaciones tradicionales en conflicto entre sí principalmente en el número de especies), algunas de ellas ocupando un área geográfica muy restringida. Se caracterizaron principalmente sobre la base de la morfología de la concha porque el sistema reproductivo no muestra características de diagnóstico a nivel específico (Puente 1994, Arrébola 1995).
Recientemente, Elejalde et al. (2008) han estudiado secuencias de ADN parciales de dos genes mitocondriales (COI y ARNr 16S) de diferentes especímenes de Iberus, para probar la validez de las morfoespecies descritas del género. El análisis ha revelado 11 filogrupos principales, que son linajes genéticamente únicos que están distribuidos alopátricamente y se considera que tienen un estado de especie completo. Uno de ellos es I. campesinus.
Según Fauna Europaea, el género contiene dos especies, cada una con diversas subespecies:
- Iberus gualtieranus
  - Iberus gualtieranus alonensis
  - Iberus gualtieranus campesinus
  - Iberus gualtieranus carthaginiensis
  - Iberus gualtieranus gualtieranus
  - Iberus gualtieranus mariae
  - Iberus gualtieranus posthumus
  - Iberus gualtieranus rhodopeplus
- Iberus marmoratus
  - Iberus marmoratus alcarazanus
  - Iberus marmoratus cobosi
  - Iberus marmoratus guiraoanus
  - Iberus marmoratus loxanus
  - Iberus marmoratus marmoratus
  - Iberus marmoratus rositae

No obstante, la taxonomía del género es muy controvertida y existen algunas subespecies que son consideradas en algunos casos especies independientes.